# Pristiophorus delicatus
Pristiophorus delicatus es una especie de elasmobranquio pristioforiforme de la familia Pristiophoridae.